# Trigonocranus emmeae
Trigonocranus emmeae är en insektsart som beskrevs av Franz Xaver Fieber 1876. Trigonocranus emmeae ingår i släktet Trigonocranus och familjen kilstritar. Arten förekommer tillfälligt i Sverige, men reproducerar sig inte. Inga underarter finns listade i Catalogue of Life.